# Nihilist Spasm Band
Le Nihilist Spasm Band (abrégé NSB) est un groupe canadien de musique bruitiste, originaire de London, en Ontario. Il est formé en 1965 par Hugh McIntyre, John Clement, John Boyle, Bill Exley, Murray Favro, Archie Leitch, Art Pratten et Greg Curnoe. Leitch s'est depuis retiré, Curnoe a été tué par un camion alors qu'il roulait à vélo en 1992 et McIntyre est mort d'une attaque cardiaque en 2004.

## Histoire
C'est en 1966 que le groupe donne son premier concert, suivi deux ans plus tard du premier album intitulé No Record. Près de dix ans passent avant la sortie d'un deuxième album, Vol. 2, publié par le label japonais Alchemy Records et qui rassemble des extraits d'un concert tenu le  4 février 1978.
Ce n'est toutefois qu'en 1985, à la suite de l'essor du courant industriel, que le groupe accède à une réelle reconnaissance, lorsque Steven Stapleton de Nurse With Wound lui propose de publier l'album 7x~x=x sur son label United Dairies. Pendant près de 30 ans toutefois, le groupe a maintenu une activité scénique constante, en jouant chaque lundi dans le club Music Gallery de leur ville d'origine, parfois devant un public nombreux mais aussi parfois sans public. Il a également joué au Festival international de musique actuelle de Victoriaville, au club new-yorkais avant-gardiste Knitting Factory et a plus récemment participé à l'édition 2008 du Termite Festival.

## Style musical et influence
Il est généralement considéré comme le « premier groupe noise ». Selon Philippe Robert, « Aucun autre groupe que le Nihilist Spasm Band n'a couché sur disque pareil boucan ».
La plupart des instruments du NBS sont des instruments modifiés ou entièrement fabriqués par les membres. La musique du groupe est totalement basée sur l'improvisation, à tel point que les instruments ne sont pas accordés entre eux, tempos et signatures rythmiques sont absents, , etc. Il compte notamment parmi ses amateurs Jojo Hiroshige ou Thurston Moore.

## Discographie
- 1967 : The Sweetest Country this Side of Heaven
- 1968 : No Record
- 1979 : Vol. 2
- 1984 : 1984
- 1985 : 7x~x=x
- 1992 : What About Me
- 1997 : Live in Japan
- 1999 : Every Monday Night
- 2001 : No Borders
- 2006 : NSB Live at Western Front
- 2007 : No Nihilist Spasm Band in Mulhouse (LP, 2007, Les Mondes mental, enregistré en 1985 à Mulhouse, dédié à la mémoire du bassiste Hugh McIntyre[7])
- 2008 : theBESTweCANdo (best-of) (CD), NSB
- 2013 : Nothing is Forever (LP) (Wintage Records & Tapes)
- 2013 : Breaking Wind (LP) (Rekem Records)
- 2014 : No Record (réédition vinyle LP) (Pacemaker Entertainment, Ltd.) (LION)
- 2015 : Fluxus (split-LP vinyle avec Kommissar Hjuler, 2015) (Psych. kg)
- 2016 : Last Concert in Japan (CD) (Alchemy Records)